# Aïn Mellouk
Aïn Mellouk è un comune dell'Algeria, situato nella provincia di Mila.